# Mr. T
Mr. T, pseudonimo di Lawrence Tureaud (Chicago, 21 maggio 1952), è un attore e wrestler statunitense.
I ruoli con cui ha raggiunto la celebrità sono stati quello di Bosco "P. E." Baracus nella serie televisiva A-Team e quello di Clubber Lang nel film Rocky III. È noto anche per il suo stile eccentrico, con un taglio di capelli in stile moicano e molti gioielli in oro.

## Carriera d'attore

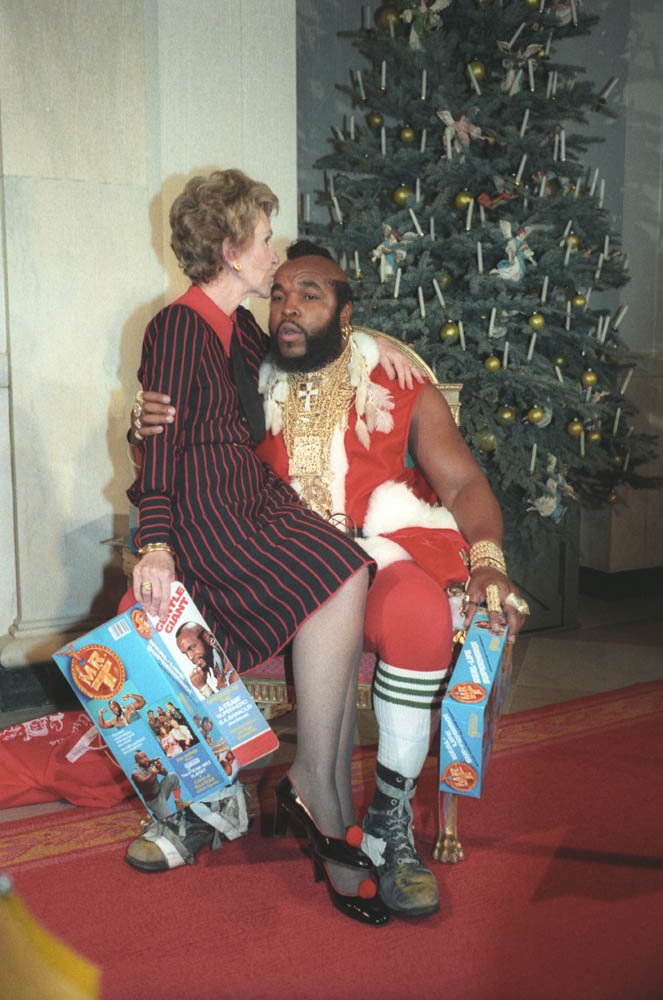
Mr. T mentre tiene scherzosamente in braccio Nancy Reagan nel 1983

Nel 1982 Mr. T fu scelto da Sylvester Stallone per un ruolo in Rocky III. Recitò in Kaan principe guerriero, apparve in un altro film sulla boxe, Penitentiary II e nel programma Bizarre, prima di accettare il ruolo di B. A. Baracus (in Italia P. E. Baracus) nel telefilm A-Team. In A-Team interpretò il ruolo del Sergente B. A. Baracus (B. A. per Bosco Albert, chiamato «Bad Attitude» – letteralmente «Brutto Carattere», nella localizzazione italiana P. E. «Pessimo Elemento»), un ex soldato delle forze speciali americane ricercato come i compari dell'A-Team "per un crimine che non hanno commesso". Fu l'unico attore del telefilm a essere scelto senza un provino.

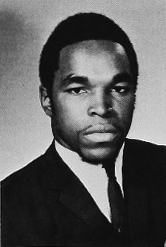
Mr. T nel 1970

Mr. T era un mito dei ragazzini negli anni ottanta, di conseguenza venne realizzata dalla Ruby-Spears una serie animata intitolata appunto Mister T di trenta episodi trasmessa a partire dal 1983 sulla NBC; la sua immagine apparve anche sulle scatole dei cereali. Nel 1984 girò il video Be Somebody or Be Somebody's Fool; lo scopo del video era quello di insegnare ai bambini ad apprezzare le loro umili origini, come vestirsi, come studiare il proprio look senza spendere eccessivamente, come controllare la rabbia. Il video di un'ora contiene trenta minuti di cantato. Realizzò anche un album rap intitolato Mr. T's Commandments con l'aiuto di Ice-T.
Mr. T è anche apparso nelle tre stagioni della serie televisiva, T. and T.. In tale serie Mr. T interpreta T. S. Turner, un giovane impegnato a combattere la violenza sulla strada fino a quando viene accusato di un crimine non commesso. Amy Taler (Amini) una giovane e combattiva avvocatessa interviene per riportare Turner in strada, questa volta, però, in giacca e cravatta, ricoprendo il ruolo di investigatore privato. L'avvocato Terri Taylor (Nicoll) si unisce successivamente a T dopo che Amini abbandonò lo show alla conclusione della seconda stagione. Mr. T annunciò di guadagnare circa 80 000 dollari a settimana per il suo ruolo nell'A-Team oltre a 15 000 dollari per apparizioni in spettacoli, ma alla fine degli anni novanta lui apparve solo in pubblicità occasionali, principalmente per problemi di salute (nel 1995 gli venne diagnosticato, ironia della sorte, un linfoma T-Cell).
Interpreta piccoli ruoli in molti film, e appare frequentemente sul network televisivo cristiano TBN. Appare anche nella pubblicità della MCI, un call-service a al Late Night con Conan O'Brien. È anche apparso nella pubblicità del Comcast nel 2006, pronunciando le sue quattro parole preferite, «Don't be a culture fool!», e apparve anche alla ABC in Extreme Makeover: Home Edition, oltre che in un reality show per TV Land, I Pity the Fool, trasmesso per la prima volta l'11 ottobre 2006. Mr. T ha annunciato di non indossare più catene d'oro dopo aver visitato le vittime dell'uragano Katrina. Ha anche annunciato di esser guarito dal cancro e di voler scrivere un libro sulla sua vita. Dal 6 giugno 2011 all'11 marzo 2013 ha condotto il programma World's Craziest Fools per la BBC.

## Nel wrestling

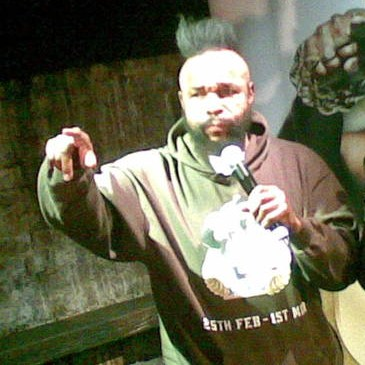
Mr. T nel 2009

Fece ingresso nel mondo del wrestling nel 1985; la sua prima apparizione lo vide indossare i panni del partner di Hulk Hogan in occasione della prima WrestleMania; il duo avrebbe dovuto sfidare la coppia formata da Rowdy Roddy Piper e Paul Orndorff. Hogan scrisse in seguito nella propria autobiografia che Mr. T mise in pericolo il regolare svolgimento del match perché quando arrivò in prossimità dell'arena il personale di sicurezza non voleva consentire l'accesso all'edificio ai numerosi componenti del suo entourage; ciò mandò su tutte le furie Mr. T che minacciò di cancellare l'incontro. Hogan sostenne che riuscì a fatica a convincere Mr. T a rimanere ed esibirsi.
Piper sostenne che lui e altri colleghi wrestler provarono irritazione nei confronti di Mr. T in considerazione del fatto che egli era un attore e non aveva pagato il tributo dovuto da un wrestler professionista. Successivamente Mr. T sfidò Bob Orton in un incontro di boxe in occasione di una puntata di Saturday Night's Main Event sulla NBC e ne uscì vincitore. In seguito disputò un altro incontro di boxe contro Roddy Piper nel corso di WWE WrestleMania 2, incontro che lo vedrà vincitore per squalifica. Nel 1987 ritornò sui ring della World Wrestling Federation in qualità di arbitro, prima di sparire dal mondo della boxe e del wrestling.
Riapparve nuovamente come arbitro di Wrestling speciale in un incontro disputato tra Hogan e Ric Flair nella World Championship Wrestling nell'ottobre 1994 e nel successivo Starrcade sconfigge in un match Kevin Sullivan. Abbandona le scene per poi tornare come special guest nell'edizione di Raw del 17 novembre 2001, sette anni dopo l'ultima comparsa. Nella puntata di Raw del 17 marzo 2014 è stato annunciato che Mr. T verrà introdotto nella WWE Hall of Fame. Il 5 aprile 2014 viene introdotto dal figlio nella WWE Hall of Fame.

## Album
Mr. T nel 1984 produsse un album funk/rap intitolato Mr. T's Commandments, sempre sullo stesso tono produsse un video educativo in cui insegnava ai bambini ad andare a scuola e stare lontani dalle droghe. Successivamente a questo produsse un secondo album intitolato Mr. T's Be Somebody Or Be Somebody's Fool, insieme a un video con lo stesso nome.

### Singoli
| Anno | Titolo                 | Album                | US | UK |
| ---- | ---------------------- | -------------------- | -- | -- |
| 1984 | "Mr. T's Commandments" | Mr. T's Commandments | 75 | -  |

## Riferimenti nella cultura di massa
- Mr. T è citato frequentemente nella sezione Players Pulse di Nintendo Power.
- Mr. T ha concesso la sua immagine per una compagnia che produce cereali per colazione. Durante la pubblicità per il suo omonimo cereale, Mr. T usa la sua famosa frase "I pity the fool who don't eat my cereal!"
- Negli USA un cartone animato di Mister T apparve sulla NBC tra il 1983 e il 1986 come parte dei cartoni della domenica mattina.
- Mr. T è apparso molte volte ne I Griffin e ne I Simpson, nel ruolo di sé stesso.
- Mr. T ha partecipato a uno degli spot televisivi del videogioco World of Warcraft. Al momento della pubblicazione del filmato, il taglio di capelli del personaggio in stile Mohawk non era realmente esistente nel gioco; verrà però introdotto con la seconda espansione.[2]
- Nel videogioco Double Dragon e nei suoi sequel, uno dei nemici ricorrenti è ispirato a Mr. T.
- Mr. T viene citato nella canzone "Medellin" di Guè e Lazza: nel verso "24k come Mr.T" stando ad indicare l'oro puro a 24 carati, vista la sua abitudine di indossare svariati gioielli in oro.

## Filmografia

### Cinema
- The Blues Brothers - I fratelli Blues (The Blues Brothers), regia di John Landis (1980) (non accreditato)
- Rocky III, regia di Sylvester Stallone (1982)
- L'ospedale più pazzo del mondo (Young Doctors in Love), regia di Garry Marshall (1982)
- D.C. Cab, regia di Joel Schumacher (1983)
- Straight Line, regia di George Mihalka (1989)
- Freaked - Sgorbi (Freaked), regia di Tom Stern e Alex Winter (1993)
- La fantastica avventura dell'orso Goldy (The Magic of the Golden Bear: Goldy III), regia di John Quinn (1994)
- Spia e lascia spiare (Spy Hard), regia di Rick Friedberg (1996)
- Judgment, regia di André van Heerden (2001)
- Non è un'altra stupida commedia americana (Not Another Teen Movie), regia di Joel Gallen (2001)
- Piovono polpette (Cloudy with a Chance of Meatballs), regia di Phil Lord e Chris Miller (2009, voce)

### Televisione
- A-Team (The A-Team) - serie TV, 97 episodi (1983-1987)
- The Toughest Man in the World (1984)
- Alice Through the Looking Glass, regia di Andrea Bresciani e Richard Slapczynski (1987) - voce
- T. and T. - serie TV, 10 episodi (1988-1990)
- Eek! the Cat - serie TV (1992)
- Susan - serie TV, 1 episodio (1996)
- Martin - serie TV, 1 episodio (1996)
- Sabrina the Animated Series - serie TV, 2 episodi (1999)
- Malcolm & Eddie - serie TV, 1 episodio (1999)
- Pecola - serie TV (2001)
- Teamo Supremo - serie TV, 1 episodio (2002)
- Ci sei o ci fai - intrattenimento TV

## Doppiatori italiani
Nelle versioni in italiano delle opere in cui ha recitato, Mr. T è stato doppiato da:
- Glauco Onorato in Rocky III
- Luigi Montini in A-Team (s. 1-2)
- Bruno Alessandro in A-Team (s. 3-5)
- Massimo Corvo in T. and T.
- Alessandro Rossi in Freaked - Sgorbi
- Roberto Draghetti in Non è un'altra stupida commedia americana
- Pino Insegno in Ci sei o ci fai?

Da doppiatore è sostituito da:
- Roberto Draghetti in Piovono polpette

## Serie animate
- Mister T, (1983-1986)

## Fumetti
- Mister T (fumetto)